# Formelsammlung Tensoranalysis
Diese Formelsammlung fasst Formeln und Definitionen der Analysis mit Vektor- und Tensorfeldern zweiter Stufe in der Kontinuumsmechanik zusammen.

## Allgemeines

### Nomenklatur
- Operatoren wie „{\displaystyle \mathrm {grad} }“ werden nicht kursiv geschrieben.
- Buchstaben in der Mitte des Alphabets werden als Indizes benutzt: {\displaystyle i,j,k,l\in \{1,2,3\}}
- Es gilt die Einsteinsche Summenkonvention ohne Beachtung der Indexstellung.
  - Kommt in einer Formel in einem Produkt ein Index doppelt vor wie in {\displaystyle c=a_{i}b^{i}} wird über diesen Index von eins bis drei summiert:
 {\displaystyle c=a_{i}b^{i}=\sum _{i=1}^{3}a_{i}b^{i}}.
  - Kommen mehrere Indizes doppelt vor wie in {\displaystyle c=A_{ij}B_{j}^{i}} wird über diese summiert:
 {\displaystyle c=A_{ij}B_{j}^{i}=\sum _{i=1}^{3}\sum _{j=1}^{3}A_{ij}B_{j}^{i}}.
  - Ein Index, der nur einfach vorkommt wie {\displaystyle i} in {\displaystyle v_{i}=A_{ij}b_{j}}, ist ein freier Index. Die Formel gilt dann für alle Werte der freien Indizes:
 {\displaystyle v_{i}=A_{ij}b_{j}\quad \leftrightarrow \quad v_{i}=\sum _{j=1}^{3}A_{ij}b_{j}\quad \forall \;i\in \{1,2,3\}}.
- Vektoren:
  - Alle hier verwendeten Vektoren sind geometrische Vektoren im dreidimensionalen euklidischen Vektorraum 𝕍={ℝ3,+,·}.
  - Vektoren werden mit Kleinbuchstaben bezeichnet.
  - Einheitsvektoren mit Länge eins werden wie in ê mit einem Hut versehen.
  - Vektoren mit unbestimmter Länge werden wie in {\displaystyle {\vec {a}}} mit einem Pfeil versehen.
  - Standardbasis {\displaystyle {\hat {e}}_{1},{\hat {e}}_{2},{\hat {e}}_{3}}
  - Beliebige Basis {\displaystyle {\vec {b}}_{1},{\vec {b}}_{2},{\vec {b}}_{3}} mit dualer Basis {\displaystyle {\vec {b}}^{1},{\vec {b}}^{2},{\vec {b}}^{3}}
  - Der Vektor {\displaystyle {\vec {x}}=x_{i}{\hat {e}}_{i}} wird durchgängig Ortsvektor genannt.
- Tensoren zweiter Stufe werden wie in T mit fetten Großbuchstaben notiert. Insbesondere Einheitstensor 1.
- Koordinaten:
  - #Kartesische Koordinaten {\displaystyle x_{1},x_{2},x_{3}\in \mathbb {R} }
  - #Zylinderkoordinaten: {\displaystyle \rho ,\varphi ,z}
  - #Kugelkoordinaten: {\displaystyle r,\vartheta ,\varphi }
  - Krummlinige Koordinaten {\displaystyle y_{1},y_{2},y_{3}\in \mathbb {R} }
- Konstanten: {\displaystyle c,{\vec {c}},\mathbf {C} }
- Zeit t ∈ ℝ
- Variablen: skalar r,s ∈ ℝ oder vektorwertig {\displaystyle {\vec {r}},{\vec {s}}\in \mathbb {V} ^{3}}
- Feldfunktionen abhängig von {\displaystyle {\vec {x}},t} oder {\displaystyle {\vec {y}},t}:
  - Skalar {\displaystyle f,g\in \mathbb {R} } oder vektorwertig {\displaystyle {\vec {f}},{\vec {g}}\in \mathbb {V} ^{3}}
  - Tensorwertig: S, T
- Operatoren:
  - Formelsammlung Tensoralgebra#Spur: Sp
  - Formelsammlung Tensoralgebra#Transposition: T⊤
  - Formelsammlung Tensoralgebra#Inverse: T -1
  - Transponierte Inverse: T ⊤-1
  - Formelsammlung Tensoralgebra#Skalarprodukt von Tensoren :, von Vektoren ·
  - Formelsammlung Tensoralgebra#Kreuzprodukt eines Vektors mit einem Tensor × oder von Vektoren untereinander
  - Formelsammlung Tensoralgebra#Dyadisches Produkt ⊗
  - Äußeres Tensorprodukt {\displaystyle ({\vec {a}}\otimes {\vec {g}})\#({\vec {b}}\otimes {\vec {h}}):=({\vec {a}}\times {\vec {b}})\otimes ({\vec {g}}\times {\vec {h}})}
  - Vektorinvariante {\displaystyle {\vec {\mathrm {i} }}({\vec {a}}\otimes {\vec {b}})={\vec {a}}\times {\vec {b}}}
- Differentialoperatoren:
  - #Nabla-Operator: 𝜵
  - #Gradient: grad
  - #Divergenz: div
  - #Rotation: rot
  - #Laplace-Operator: Δ
  - Ein Index hinter einem Komma bezeichnet die Ableitung nach einer Koordinate:
{\displaystyle f_{,i}:={\frac {\partial f}{\partial x_{i}}}\,,\quad f_{i,jk}={\frac {\partial ^{2}f_{i}}{\partial x_{j}\partial x_{k}}}\,,\quad f_{r,\vartheta }={\frac {\partial f_{r}}{\partial \vartheta }}}
  - Zeitableitung mit Überpunkt: {\displaystyle {\dot {f}}={\frac {\mathrm {d} f}{\mathrm {d} t}},{\dot {\vec {f}}}={\frac {\mathrm {d} {\vec {f}}}{\mathrm {d} t}},{\dot {\mathbf {T} }}={\frac {\mathrm {d} }{\mathrm {d} t}}\mathbf {T} }
- Landau-Symbole: f = 𝓞(x): f wächst langsamer als x.
- Kontinuumsmechanik:
  - Verschiebung {\displaystyle {\vec {u}}=u_{i}{\hat {e}}_{i}}
  - Geschwindigkeit {\displaystyle {\vec {v}}=v_{i}{\hat {e}}_{i}}
  - Deformationsgradient {\displaystyle \mathbf {F} }
  - Räumlicher Geschwindigkeitsgradient {\displaystyle \mathbf {l} }
  - der Differentialoperator D/Dt und der Überpunkt steht für die  substantielle Zeitableitung

### Kronecker-Delta
{\displaystyle \delta _{ij}=\delta ^{ij}=\delta _{i}^{j}=\delta _{j}^{i}=\left\{{\begin{array}{ll}1&{\text{falls}}\ i=j\\0&{\text{sonst}}\end{array}}\right.}

### Permutationssymbol
{\displaystyle \epsilon _{ijk}={\hat {e}}_{i}\cdot ({\hat {e}}_{j}\times {\hat {e}}_{k})={\begin{cases}1&{\text{falls}}\;(i,j,k)\in \{(1,2,3),(2,3,1),(3,1,2)\}\\-1&{\text{falls}}\;(i,j,k)\in \{(1,3,2),(2,1,3),(3,2,1)\}\\0&{\text{sonst, d. h. bei doppeltem Index}}\end{cases}}}
Kreuzprodukt:
{\displaystyle a_{i}{\hat {e}}_{i}\times b_{j}{\hat {e}}_{j}=\epsilon _{ijk}a_{i}b_{j}{\hat {e}}_{k}}
{\displaystyle \epsilon _{ijk}{\hat {e}}_{k}={\hat {e}}_{i}\times {\hat {e}}_{j}}
Formelsammlung Tensoralgebra#Kreuzprodukt eines Vektors mit einem Tensor:
{\displaystyle ({\vec {a}}\times \mathbf {A} )\cdot {\vec {g}}:={\vec {a}}\times (\mathbf {A} \cdot {\vec {g}})}
{\displaystyle {\vec {b}}\cdot ({\vec {a}}\times \mathbf {A} )=({\vec {b}}\times {\vec {a}})\cdot \mathbf {A} }
{\displaystyle {\vec {g}}\cdot (\mathbf {A} \times {\vec {a}}):=({\vec {g}}\cdot \mathbf {A} )\times {\vec {a}}}
{\displaystyle (\mathbf {A} \times {\vec {a}})\cdot {\vec {b}}=\mathbf {A} \cdot ({\vec {a}}\times {\vec {b}})}

### Basisvektoren

#### Kartesische Koordinaten
{\displaystyle x_{1},x_{2},x_{3}\in \mathbb {R} }
mit Basisvektoren
{\displaystyle {\hat {e}}_{1}={\begin{pmatrix}1\\0\\0\end{pmatrix}},\quad {\hat {e}}_{2}={\begin{pmatrix}0\\1\\0\end{pmatrix}},\quad {\hat {e}}_{3}={\begin{pmatrix}0\\0\\1\end{pmatrix}}}
die Standardbasis oder allgemeiner eine beliebige Orthonormalbasis ist.

#### Zylinderkoordinaten
{\displaystyle {\hat {e}}_{\rho }={\begin{pmatrix}\cos(\varphi )\\\sin(\varphi )\\0\end{pmatrix}},\quad {\hat {e}}_{\varphi }={\begin{pmatrix}-\sin(\varphi )\\\cos(\varphi )\\0\end{pmatrix}},\quad {\hat {e}}_{z}={\begin{pmatrix}0\\0\\1\end{pmatrix}}}
{\displaystyle {\hat {e}}_{\rho ,\varphi }={\hat {e}}_{\varphi },\quad {\hat {e}}_{\varphi ,\varphi }=-{\hat {e}}_{\rho }\quad {\hat {e}}_{z,\varphi }={\vec {0}}}
Winkelgeschwindigkeit#Zylinderkoordinaten:
{\displaystyle {\vec {\omega }}={\dot {\varphi }}{\hat {e}}_{z}\;\rightarrow \;{\dot {\hat {e}}}_{\rho /\varphi /z}={\vec {\omega }}\times {\hat {e}}_{\rho /\varphi /z}}

#### Kugelkoordinaten
{\displaystyle {\hat {e}}_{r}={\begin{pmatrix}\sin(\vartheta )\cos(\varphi )\\\sin(\vartheta )\sin(\varphi )\\\cos(\vartheta )\end{pmatrix}},\quad {\hat {e}}_{\vartheta }={\begin{pmatrix}\cos(\vartheta )\cos(\varphi )\\\cos(\vartheta )\sin(\varphi )\\-\sin(\vartheta )\end{pmatrix}},\quad {\hat {e}}_{\varphi }={\begin{pmatrix}-\sin(\varphi )\\\cos(\varphi )\\0\end{pmatrix}}}
Winkelgeschwindigkeit#Kugelkoordinaten:
{\displaystyle {\begin{aligned}&{\vec {\omega }}={\begin{pmatrix}-{\dot {\vartheta }}\sin(\varphi )\\{\dot {\vartheta }}\cos(\varphi )\\{\dot {\varphi }}\end{pmatrix}}={\dot {\varphi }}\cos(\vartheta ){\hat {e}}_{r}-{\dot {\varphi }}\sin(\vartheta ){\hat {e}}_{\vartheta }+{\dot {\vartheta }}{\hat {e}}_{\varphi }\\&\rightarrow \;{\dot {\hat {e}}}_{r/\vartheta /\varphi }={\vec {\omega }}\times {\hat {e}}_{r/\vartheta /\varphi }\end{aligned}}}

#### Krummlinige Koordinaten
{\displaystyle y_{1},y_{2},y_{3}\in \mathbb {R} }
{\displaystyle {\vec {b}}_{i}={\frac {\partial {\vec {x}}}{\partial y_{i}}},\quad {\vec {b}}^{i}=\operatorname {grad} (y_{i})={\frac {\partial y_{i}}{\partial {\vec {x}}}}\quad \rightarrow \quad {\vec {b}}_{i}\cdot {\vec {b}}^{j}=\delta _{i}^{j}}

## Ableitung von Skalar-, Vektor- oder Tensorfunktionen

### Gâteaux-Differential
{\displaystyle \,\mathrm {D} f(x)[h]:=\left.{\frac {\mathrm {d} }{\mathrm {d} s}}f(x+sh)\right|_{s=0}=\lim _{s\rightarrow 0}{\frac {f(x+sh)-f(x)}{s}}}
mit {\displaystyle s\in \mathbb {R} }, {\displaystyle f,x,h} skalar-, vektor- oder tensorwertig aber {\displaystyle x} und {\displaystyle h} gleichartig.
Produktregel:
{\displaystyle \mathrm {D} (f(x)\cdot g(x))[h]=\mathrm {D} f(x)[h]\cdot g(x)+f(x)\cdot \mathrm {D} g(x)[h]}
Kettenregel:
{\displaystyle \mathrm {D} f{\big (}g(x){\big )}[h]=\mathrm {D} f(g)[Dg(x)[h]]}

### Fréchet-Ableitung
Existiert ein beschränkter linearer Operator {\displaystyle {\mathcal {A}}}, sodass
{\displaystyle {\mathcal {A}}[h]={Df}(x)[h]{\quad \forall \;}h}
gilt, so wird {\displaystyle {\mathcal {A}}} Fréchet-Ableitung von {\displaystyle f} nach {\displaystyle x} genannt. Man schreibt dann auch
{\displaystyle {\frac {\partial f}{\partial x}}={\mathcal {A}}}.

### Ableitung von Potenzen eines Tensors
{\displaystyle {\begin{aligned}{\big (}\mathbf {T} ^{-1}{\dot {{\big )}\;}}=&-\mathbf {T} ^{-1}\cdot {\dot {\mathbf {T} }}\cdot {\mathbf {T} }^{-1}=-\left(\mathbf {T} ^{-1}\otimes \mathbf {T} ^{\top -1}\right)^{\stackrel {23}{\top }}:{\dot {\mathbf {T} }}\\{\frac {\mathrm {d} \mathbf {T} ^{-1}}{\mathrm {d} \mathbf {T} }}=&-\left(\mathbf {T} ^{-1}\otimes \mathbf {T} ^{\top -1}\right)^{\stackrel {23}{\top }}\\{\big (}\mathbf {T} ^{\top -1}{\dot {{\big )}\;}}=&-\mathbf {T} ^{\top -1}\cdot {\dot {\mathbf {T} }}^{\top }\cdot {\mathbf {T} }^{\top -1}=-\left(\mathbf {T} ^{\top -1}\otimes \mathbf {T} ^{\top -1}\right)^{\stackrel {24}{\top }}:{\dot {\mathbf {T} }}\\{\frac {\mathrm {d} \mathbf {T} ^{\top -1}}{\mathrm {d} \mathbf {T} }}=&-\left(\mathbf {T} ^{\top -1}\otimes \mathbf {T} ^{\top -1}\right)^{\stackrel {24}{\top }}\end{aligned}}}
siehe Formelsammlung Tensoralgebra#Spezielle Tensoren vierter Stufe.
Allgemein mit n ∈ ℕ, >0, T0 := 1:
{\displaystyle {\begin{aligned}\mathrm {D} \mathbf {T} ^{n}(\mathbf {T} )[\mathbf {H} ]=&\sum _{m=0}^{n-1}\mathbf {T} ^{m}\cdot \mathbf {H\cdot T} ^{n-m-1}\\{\frac {\mathrm {d} \mathbf {T} ^{n}}{\mathrm {d} \mathbf {T} }}=&\left(\sum _{m=0}^{n-1}\mathbf {T} ^{m}\otimes \left(\mathbf {T} ^{n-m-1}\right)^{\top }\right)^{\stackrel {23}{\top }}\end{aligned}}}
#Gâteaux-Differential der Inversen:
{\displaystyle {\begin{aligned}\mathbf {T\cdot T} ^{-1}=&\mathbf {1} \;\rightarrow \quad \overbrace {\mathrm {D} \mathbf {T} (\mathbf {T} )[\mathbf {H} ]} ^{\mathbf {H} }\cdot \mathbf {T} ^{-1}+\mathbf {T} \cdot \mathrm {D} \mathbf {T} ^{-1}(\mathbf {T} )[\mathbf {H} ]=\mathbf {0} \\\rightarrow \quad \mathrm {D} \mathbf {T} ^{-1}(\mathbf {T} )[\mathbf {H} ]=&-\mathbf {T} ^{-1}\cdot \mathbf {H} \cdot \mathbf {T} ^{-1}=-\left(\mathbf {T} ^{-1}\otimes \mathbf {T} ^{\top -1}\right)^{\stackrel {23}{\top }}:\mathbf {H} \\\mathrm {D} \mathbf {T} ^{\top -1}(\mathbf {T} )[\mathbf {H} ]=&-\mathbf {T} ^{\top -1}\cdot \mathbf {H} ^{\top }\cdot \mathbf {T} ^{\top -1}=-\left(\mathbf {T} ^{\top -1}\otimes \mathbf {T} ^{\top -1}\right)^{\stackrel {24}{\top }}:\mathbf {H} \end{aligned}}}
n ∈ ℕ, >0:
{\displaystyle {\begin{aligned}\mathrm {D} \mathbf {T} ^{-n}(\mathbf {T} )[\mathbf {H} ]=&\sum _{m=1-n}^{0}\mathbf {T} ^{m}\cdot \mathrm {D} \mathbf {T} ^{-1}(\mathbf {T} )[\mathbf {H} ]\cdot \mathbf {T} ^{1-n-m}\\=&-\sum _{m=1-n}^{0}\mathbf {T} ^{m-1}\cdot \mathbf {H\cdot T} ^{-n-m}\\{\frac {\mathrm {d} \mathbf {T} ^{-n}}{\mathrm {d} \mathbf {T} }}=&-\left(\sum _{m=1-n}^{0}\mathbf {T} ^{m-1}\otimes \left(\mathbf {T} ^{-n-m}\right)^{\top }\right)^{\stackrel {23}{\top }}\end{aligned}}}
{\displaystyle {\begin{aligned}\mathrm {D} \mathbf {T} ^{\top -n}(\mathbf {T} )[\mathbf {H} ]=&-\sum _{m=1-n}^{0}\left(\mathbf {T} ^{m-1}\right)^{\top }\cdot \mathbf {H^{\top }\cdot {\big (}T} ^{-n-m}{\big )}^{\top }\\{\frac {\mathrm {d} \mathbf {T} ^{\top -n}}{\mathrm {d} \mathbf {T} }}=&-\left(\sum _{m=1-n}^{0}\left(\mathbf {T} ^{m-1}\right)^{\top }\otimes \left(\mathbf {T} ^{-n-m}\right)^{\top }\right)^{\stackrel {24}{\top }}\end{aligned}}}
Orthogonaler Tensor (Q·Q⊤=1):
{\displaystyle {\dot {\mathbf {Q} }}^{\top }=-\mathbf {Q} ^{\top }\cdot {\dot {\mathbf {Q} }}\cdot \mathbf {Q} ^{\top }}

## Ableitungen nach dem Ort

### Nabla-Operator
#Kartesische Koordinaten {\displaystyle {\vec {x}}} :{\displaystyle \nabla ={\hat {e}}_{i}{\frac {\partial }{\partial x_{i}}}}
#Zylinderkoordinaten: {\displaystyle \nabla ={\vec {e}}_{\rho }{\frac {\partial }{\partial \rho }}+{\frac {1}{\rho }}{\vec {e}}_{\varphi }{\frac {\partial }{\partial \varphi }}+{\vec {e}}_{z}{\frac {\partial }{\partial z}}}
#Kugelkoordinaten: {\displaystyle \nabla ={\vec {e}}_{r}{\frac {\partial }{\partial r}}+{\frac {1}{r}}{\vec {e}}_{\vartheta }{\frac {\partial }{\partial \vartheta }}+{\frac {1}{r\sin(\vartheta )}}{\vec {e}}_{\varphi }{\frac {\partial }{\partial \varphi }}}
#Krummlinige Koordinaten {\displaystyle {\vec {y}}} :{\displaystyle \nabla ={\vec {b}}^{j}{\frac {\partial }{\partial y_{j}}}}    mit    {\displaystyle {\vec {b}}^{j}={\frac {\partial y_{j}}{\partial x_{i}}}{\hat {e}}_{i}}.

### Gradient

#### Definition des Gradienten/Allgemeines
Definierende Eigenschaft bei skalar- oder vektorwertiger Funktion f:
{\displaystyle f({\vec {y}})-f({\vec {x}})=\operatorname {grad} (f)\cdot ({\vec {y}}-{\vec {x}})+{\mathcal {O}}(|{\vec {y}}-{\vec {x}}|)} wenn {\displaystyle {\vec {y}}\to {\vec {x}}}
Wenn der Gradient existiert, ist er eindeutig. Berechnung bei skalar- oder vektorwertiger Funktion f:
{\displaystyle \operatorname {grad} (f)\cdot {\vec {h}}=\left.{\frac {\mathrm {d} }{\mathrm {d} s}}f({\vec {x}}+s{\vec {h}})\right|_{s=0}=\lim _{s\to 0}{\frac {f({\vec {x}}+s{\vec {h}})-f({\vec {x}})}{s}}\quad \forall \;{\vec {h}}\in \mathbb {V} }
Integrabilitätsbedingung: Jedes rotationsfreie Vektorfeld ist das Gradientenfeld eines Skalarpotentials:
{\displaystyle \operatorname {rot} ({\vec {f}})={\vec {0}}\quad \rightarrow \quad \exists g\colon {\vec {f}}=\operatorname {grad} (g)}.
Koordinatenfreie Darstellung als Volumenableitung:
- Volumen {\displaystyle v} mit
- Oberfläche {\displaystyle a} mit äußerem vektoriellem Oberflächenelement {\displaystyle \mathrm {d} {\vec {a}}}

{\displaystyle \operatorname {grad} (f)=\lim _{v\to 0}\left({\frac {1}{v}}\int _{a}f\,\mathrm {d} {\vec {a}}\right)}
Skalarfeld f:
{\displaystyle \operatorname {grad} (f)=\nabla f=:{\frac {\partial f}{\partial {\vec {x}}}}}
Vektorfeld {\displaystyle {\vec {f}}=f_{i}{\hat {e}}_{i}}:
{\displaystyle \mathrm {grad} ({\vec {f}})=(\nabla \otimes {\vec {f}})^{\top }=:{\frac {\partial {\vec {f}}}{\partial {\vec {x}}}}}
{\displaystyle \mathrm {grad} ({\vec {x}})=\mathbf {1} }
Zusammenhang mit den anderen Differentialoperatoren:
{\displaystyle \mathrm {grad} (f)=\mathrm {div} (f\mathbf {1} )=\nabla \cdot (f\mathbf {1} )}
{\displaystyle \mathrm {grad} (f)\times {\vec {c}}=\mathrm {rot} (f{\vec {c}})}

#### Gradient in verschiedenen Koordinatensystemen
#Kartesische Koordinaten:
{\displaystyle \mathrm {grad} (f)=f_{,i}{\hat {e}}_{i}}
{\displaystyle \mathrm {grad} ({\vec {f}})={\vec {f}}_{,i}\otimes {\hat {e}}_{i}={\hat {e}}_{i}\otimes \mathrm {grad} (f_{i})=f_{i,j}{\hat {e}}_{i}\otimes {\hat {e}}_{j}}
#Zylinderkoordinaten:
{\displaystyle \mathrm {grad} (f)=f_{,\rho }{\hat {e}}_{\rho }+{\frac {f_{,\varphi }}{\rho }}{\hat {e}}_{\varphi }+f_{,z}{\hat {e}}_{z}}
{\displaystyle {\begin{aligned}\mathrm {grad} ({\vec {f}})=&{\hat {e}}_{\rho }\otimes \mathrm {grad} (f_{\rho })+{\hat {e}}_{\varphi }\otimes \mathrm {grad} (f_{\varphi })+{\hat {e}}_{z}\otimes \mathrm {grad} (f_{z})\\&+{\frac {1}{\rho }}(f_{\rho }{\hat {e}}_{\varphi }-f_{\varphi }{\hat {e}}_{\rho })\otimes {\hat {e}}_{\varphi }\end{aligned}}}
#Kugelkoordinaten:
{\displaystyle \mathrm {grad} (f)=f_{,r}{\hat {e}}_{r}+{\frac {f_{,\vartheta }}{r}}{\hat {e}}_{\vartheta }+{\frac {f_{,\varphi }}{r\sin(\vartheta )}}{\hat {e}}_{\varphi }}
{\displaystyle {\begin{aligned}\mathrm {grad} ({\vec {f}})=&{\hat {e}}_{r}\otimes \mathrm {grad} (f_{r})+{\hat {e}}_{\vartheta }\otimes \mathrm {grad} (f_{\vartheta })+{\hat {e}}_{\varphi }\otimes \mathrm {grad} (f_{\varphi })\\&+{\frac {f_{r}}{r}}(\mathbf {1} -{\hat {e}}_{r}\otimes {\hat {e}}_{r})-{\hat {e}}_{r}\otimes {\frac {f_{\vartheta }{\hat {e}}_{\vartheta }+f_{\varphi }{\hat {e}}_{\varphi }}{r}}+{\frac {f_{\vartheta }{\hat {e}}_{\varphi }-f_{\varphi }{\hat {e}}_{\vartheta }}{r\tan(\vartheta )}}\otimes {\hat {e}}_{\varphi }\end{aligned}}}
#Krummlinige Koordinaten:
Christoffelsymbole: {\displaystyle \Gamma _{ij}^{k}={\vec {g}}_{i,j}\cdot {\vec {g}}^{k}}
Vektorfelder:
{\displaystyle \mathrm {grad} ({\vec {g}}_{i})=\Gamma _{ij}^{k}{\vec {g}}_{k}\otimes {\vec {g}}^{j}}
{\displaystyle \mathrm {grad} ({\vec {g}}^{k})=-\Gamma _{ij}^{k}{\vec {g}}^{i}\otimes {\vec {g}}^{j}}
{\displaystyle \mathrm {grad} (f^{i}{\vec {g}}_{i})=\left.f^{i}\right|_{j}{\vec {g}}_{i}\otimes {\vec {g}}^{j}}
{\displaystyle \mathrm {grad} (f_{i}{\vec {g}}^{i})=\left.f_{i}\right|_{j}{\vec {g}}^{i}\otimes {\vec {g}}^{j}}
Mit den kovarianten Ableitungen
{\displaystyle \left.f^{i}\right|_{j}=f_{,j}^{i}+\Gamma _{kj}^{i}f^{k}}
{\displaystyle \left.f_{i}\right|_{j}=f_{i,j}-\Gamma _{ij}^{k}f_{k}}
Tensorfelder:
{\displaystyle \mathrm {grad} (\mathbf {T} )[{\vec {h}}]=({\vec {h}}\cdot {\vec {g}}^{k})\mathbf {T} _{,k}={\vec {h}}\cdot ({\vec {g}}^{k}\otimes \mathbf {T} _{,k})=(\mathbf {T} _{,k}\otimes {\vec {g}}^{k})\cdot {\vec {h}}}
Soll das Argument wie beim Vektorgradient rechts vom Operator stehen, dann lautet der Tensorgradient
{\displaystyle \mathrm {grad} (\mathbf {T} )=\mathbf {T} _{,k}\otimes {\vec {g}}^{k}}
Für ein Tensorfeld zweiter Stufe:
{\displaystyle {\begin{aligned}\mathrm {grad} (T^{ij}{\vec {g}}_{i}\otimes {\vec {g}}_{j})=&\left.T_{ij}\right|_{k}{\vec {g}}^{i}\otimes {\vec {g}}^{j}\otimes {\vec {g}}^{k},\quad \left.T_{ij}\right|_{k}\!\!\!\!\!\!\!\!\!\!\!\!&=T_{ij,k}-\Gamma _{ik}^{l}T_{lj}-\Gamma _{jk}^{l}T_{il}\\\mathrm {grad} (T^{ij}{\vec {g}}_{i}\otimes {\vec {g}}_{j})=&\left.T^{ij}\right|_{k}{\vec {g}}_{i}\otimes {\vec {g}}_{j}\otimes {\vec {g}}^{k},\quad \left.T^{ij}\right|_{k}\!\!\!\!\!\!\!\!\!\!\!\!&=T_{,k}^{ij}+\Gamma _{lk}^{i}T^{lj}+\Gamma _{lk}^{j}T^{il}\\\mathrm {grad} (T_{i}^{.j}{\vec {g}}^{i}\otimes {\vec {g}}_{j})=&\left.T_{i}^{.j}\right|_{k}{\vec {g}}^{i}\otimes {\vec {g}}_{j}\otimes {\vec {g}}^{k},\quad \left.T_{i}^{.j}\right|_{k}\!\!\!\!\!\!\!\!\!\!\!\!&=T_{i,k}^{.j}-\Gamma _{ik}^{l}T_{l}^{.j}+\Gamma _{lk}^{j}T_{i}^{.l}\\\mathrm {grad} (T_{.j}^{i}){\vec {g}}_{i}\otimes {\vec {g}}^{j}=&\left.T_{.j}^{i}\right|_{k}{\vec {g}}_{i}\otimes {\vec {g}}^{j}\otimes {\vec {g}}^{k},\quad \left.T_{.j}^{i}\right|_{k}\!\!\!\!\!\!\!\!\!\!\!\!&=T_{.j,k}^{i}+\Gamma _{lk}^{i}T_{.j}^{l}-\Gamma _{jk}^{l}T_{.l}^{i}\end{aligned}}}

#### Produktregel für Gradienten
{\displaystyle {\begin{array}{rclcl}\mathrm {grad} (fg)&=&(f_{,i}g+fg_{,i}){\hat {e}}_{i}&=&\mathrm {grad} (f)g+f\mathrm {grad} (g)\\\mathrm {grad} (f{\vec {g}})&=&(f_{,i}{\vec {g}}+f{\vec {g}}_{,i})\otimes {\hat {e}}_{i}&=&{\vec {g}}\otimes \mathrm {grad} (f)+f\mathrm {grad} ({\vec {g}})\\\mathrm {grad} ({\vec {f}}\cdot {\vec {g}})&=&\left({\vec {f}}_{,i}\cdot {\vec {g}}+{\vec {f}}\cdot {\vec {g}}_{,i}\right){\hat {e}}_{i}&=&{\vec {g}}\cdot \mathrm {grad} ({\vec {f}})+{\vec {f}}\cdot \mathrm {grad} ({\vec {g}})\\\mathrm {grad} ({\vec {f}}\times {\vec {g}})&=&\left({\vec {f}}_{,i}\times {\vec {g}}+{\vec {f}}\times {\vec {g}}_{,i}\right)\otimes {\hat {e}}_{i}&=&{\vec {f}}\times \mathrm {grad} ({\vec {g}})-{\vec {g}}\times \mathrm {grad} ({\vec {f}})\end{array}}}
In drei Dimensionen ist speziell
{\displaystyle \mathrm {grad} ({\vec {f}}\cdot {\vec {g}})=\mathrm {grad} ({\vec {f}})\cdot {\vec {g}}+\mathrm {grad} ({\vec {g}})\cdot {\vec {f}}+{\vec {f}}\times \mathrm {rot} ({\vec {g}})+{\vec {g}}\times \mathrm {rot} ({\vec {f}})}
Beliebige Basis:
{\displaystyle \mathrm {grad} (f_{i}{\vec {b}}_{i})={\vec {b}}_{i}\otimes \mathrm {grad} (f_{i})+f_{i}\,\mathrm {grad} ({\vec {b}}_{i})}

### Divergenz

#### Definition der Divergenz/Allgemeines
Vektorfeld {\displaystyle {\vec {f}}} :
{\displaystyle \mathrm {div} ({\vec {f}})=\nabla \cdot {\vec {f}}=\mathrm {Sp} {\big (}\mathrm {grad} ({\vec {f}}){\big )}}
{\displaystyle \mathrm {div} ({\vec {x}})=\mathrm {Sp} {\big (}\mathrm {grad} ({\vec {x}}){\big )}=\mathrm {Sp} (\mathbf {1} )=3}
Klassische Definition für ein Tensorfeld T:
{\displaystyle \mathrm {div} (\mathbf {T} )\cdot {\vec {c}}=\mathrm {div} \left(\mathbf {T} ^{\top }\cdot {\vec {c}}\right)\quad \forall {\vec {c}}\in \mathbb {V} }
→ {\displaystyle \mathrm {div} (\mathbf {T} )=\nabla \cdot \left(\mathbf {T} ^{\top }\right)}
Koordinatenfreie Darstellung:
- Volumen {\displaystyle v} mit
- Oberfläche {\displaystyle a} mit äußerem vektoriellem Oberflächenelement {\displaystyle \mathrm {d} {\vec {a}}}

{\displaystyle \mathrm {div} ({\vec {f}})=\lim _{v\to 0}\left({\frac {1}{v}}\int _{a}{\vec {f}}\;\cdot \mathrm {d} {\vec {a}}\right)}
Zusammenhang mit den anderen Differentialoperatoren:
{\displaystyle {\begin{array}{lcccl}\mathrm {div} ({\vec {f}})&=&\nabla \cdot {\vec {f}}&=&\mathrm {Sp(grad} ({\vec {f}}))\\\mathrm {div} (f\mathbf {1} )&=&\nabla \cdot (f\mathbf {1} )&=&\mathrm {grad} (f)\end{array}}}

#### Divergenz in verschiedenen Koordinatensystemen
#Kartesische Koordinaten:
{\displaystyle \mathrm {div} ({\vec {f}})={\vec {f}}_{,i}\cdot {\hat {e}}_{i}=f_{i,i}}
{\displaystyle \mathrm {div} (\mathbf {T} )=\mathbf {T} _{,i}\cdot {\hat {e}}_{i}=T_{ij,j}{\hat {e}}_{i}}
{\displaystyle \nabla \cdot \mathbf {T} ={\hat {e}}_{i}\cdot \mathbf {T} _{,i}=T_{ij,i}{\hat {e}}_{j}=T_{ji,j}{\hat {e}}_{i}}
#Zylinderkoordinaten:
{\displaystyle \mathrm {div} ({\vec {f}})={\frac {1}{\rho }}{\frac {\partial }{\partial \rho }}(\rho f_{\rho })+{\frac {1}{\rho }}f_{\varphi ,\varphi }+f_{z,z}}
{\displaystyle {\begin{aligned}\mathrm {div} (\mathbf {T} )=&\left(T_{\rho \rho ,\rho }+{\frac {1}{\rho }}(T_{\rho \varphi ,\varphi }+T_{\rho \rho }-T_{\varphi \varphi })+T_{\rho z,z}\right){\hat {e}}_{\rho }\\&+\left(T_{\varphi \rho ,\rho }+{\frac {1}{\rho }}(T_{\varphi \varphi ,\varphi }+T_{\rho \varphi }+T_{\varphi \rho })+T_{\varphi z,z}\right){\hat {e}}_{\varphi }\\&+\left(T_{z\rho ,\rho }+{\frac {1}{\rho }}(T_{z\varphi ,\varphi }+T_{z\rho })+T_{zz,z}\right){\hat {e}}_{z}\end{aligned}}}
{\displaystyle \nabla \cdot \mathbf {T} =\mathrm {div} \left(\mathbf {T} ^{\top }\right)} ergibt sich hieraus durch Vertauschen von Tab durch Tba.
#Kugelkoordinaten:
{\displaystyle {\begin{aligned}\mathrm {div} ({\vec {f}})=&f_{r,r}+{\frac {2f_{r}+f_{\vartheta ,\vartheta }}{r}}+{\frac {f_{\vartheta }\cos(\vartheta )+f_{\varphi ,\varphi }}{r\sin(\vartheta )}}\\\mathrm {div} (\mathbf {T} )=&\left(T_{rr,r}+{\frac {2T_{rr}-T_{\vartheta \vartheta }-T_{\varphi \varphi }+T_{r\vartheta ,\vartheta }}{r}}+{\frac {T_{r\varphi ,\varphi }+T_{r\vartheta }\cos(\vartheta )}{r\sin(\vartheta )}}\right){\hat {e}}_{r}\\&\left(T_{\vartheta r,r}+{\frac {2T_{\vartheta r}+T_{r\vartheta }+T_{\vartheta \vartheta ,\vartheta }}{r}}+{\frac {(T_{\vartheta \vartheta }-T_{\varphi \varphi })\cos(\vartheta )+T_{\vartheta \varphi ,\varphi }}{r\sin(\vartheta )}}\right){\hat {e}}_{\vartheta }\\&\left(T_{\varphi r,r}+{\frac {2T_{\varphi r}+T_{r\varphi }+T_{\varphi \vartheta ,\vartheta }}{r}}+{\frac {(T_{\vartheta \varphi }+T_{\varphi \vartheta })\cos(\vartheta )+T_{\varphi \varphi ,\varphi }}{r\sin(\vartheta )}}\right){\hat {e}}_{\varphi }\end{aligned}}}
{\displaystyle \nabla \cdot \mathbf {T} =\mathrm {div} \left(\mathbf {T} ^{\top }\right)} ergibt sich hieraus durch Vertauschen von Tab durch Tba.

#### Produktregel für Divergenzen
{\displaystyle \mathrm {div} (f{\vec {g}})=\nabla \cdot (f{\vec {g}})=\left(f_{,i}{\vec {g}}+f{\vec {g}}_{,i}\right)\cdot {\hat {e}}_{i}=\mathrm {grad} (f)\cdot {\vec {g}}+f\mathrm {div} ({\vec {g}})}
{\displaystyle \mathrm {div} ({\vec {f}}\times {\vec {g}})=\nabla \cdot ({\vec {f}}\times {\vec {g}})=\left({\vec {f}}_{,i}\times {\vec {g}}+{\vec {f}}\times {\vec {g}}_{,i}\right)\cdot {\hat {e}}_{i}={\vec {g}}\cdot \mathrm {rot} ({\vec {f}})-{\vec {f}}\cdot \mathrm {rot} ({\vec {g}})}
{\displaystyle {\begin{aligned}\mathrm {div} ({\vec {f}}\otimes {\vec {g}})=&\left({\vec {f}}_{,i}\otimes {\vec {g}}+{\vec {f}}\otimes {\vec {g}}_{,i}\right)\cdot {\hat {e}}_{i}\!\!\!\!\!\!\!\!\!\!&=&\mathrm {grad} ({\vec {f}})\cdot {\vec {g}}+\mathrm {div} ({\vec {g}}){\vec {f}}\\\mathrm {div} (f\mathbf {T} )=&(f_{,i}\mathbf {T} +f\mathbf {T} _{,i})\cdot {\hat {e}}_{i}\!\!\!\!\!\!\!\!\!\!&=&\mathbf {T} \cdot \mathrm {grad} (f)+f\mathrm {div} (\mathbf {T} )\\\mathrm {div} (\mathbf {T} \cdot {\vec {f}})=&\left(\mathbf {T} _{,i}\cdot {\vec {f}}+\mathbf {T} \cdot {\vec {f}}_{,i}\right)\cdot {\hat {e}}_{i}\!\!\!\!\!\!\!\!\!\!&=&\mathrm {div} (\mathbf {T} ^{\top })\cdot {\vec {f}}+\mathbf {T} ^{\top }:\mathrm {grad} ({\vec {f}})\\\mathrm {div} ({\vec {f}}\times \mathbf {T} )=&({\vec {f}}_{,i}\times \mathbf {T} +{\vec {f}}\times \mathbf {T} _{,i})\cdot {\hat {e}}_{i}\!\!\!\!\!\!\!\!\!\!&=&{\vec {\mathrm {i} }}\left(\mathrm {grad} ({\vec {f}})\cdot \mathbf {T} ^{\top }\right)+{\vec {f}}\times \mathrm {div} (\mathbf {T} )\end{aligned}}}
{\displaystyle {\begin{aligned}\nabla \cdot ({\vec {f}}\otimes {\vec {g}})=&{\hat {e}}_{i}\cdot \left({\vec {f}}_{,i}\otimes {\vec {g}}+{\vec {f}}\otimes {\vec {g}}_{,i}\right)\!\!\!\!\!\!\!\!\!\!&=&(\nabla \cdot {\vec {f}}){\vec {g}}+(\nabla \otimes {\vec {g}})^{\top }\cdot {\vec {f}}\\\nabla \cdot (f\mathbf {T} )=&{\hat {e}}_{i}\cdot (f_{,i}\mathbf {T} +f\mathbf {T} _{,i})\!\!\!\!\!\!\!\!\!\!&=&(\nabla f)\cdot \mathbf {T} +f\nabla \cdot \mathbf {T} \\\nabla \cdot (\mathbf {T} \cdot {\vec {f}})=&{\hat {e}}_{i}\cdot \left(\mathbf {T} _{,i}\cdot {\vec {f}}+\mathbf {T} \cdot {\vec {f}}_{,i}\right)\!\!\!\!\!\!\!\!\!\!&=&(\nabla \cdot \mathbf {T} )\cdot {\vec {f}}+\mathbf {T} :(\nabla \otimes {\vec {f}})\\\nabla \cdot (\mathbf {T} \times {\vec {f}})=&{\hat {e}}_{i}\cdot (\mathbf {T} _{,i}\times {\vec {f}}+\mathbf {T} \times {\vec {f}}_{,i})\!\!\!\!\!\!\!\!\!\!&=&(\nabla \cdot \mathbf {T} )\times {\vec {f}}-{\vec {\mathrm {i} }}\left((\nabla \otimes {\vec {f}})^{\top }\cdot \mathbf {T} \right)\end{aligned}}}
Beliebige Basis:
{\displaystyle \mathrm {div} (f_{i}{\vec {b}}_{i})=\nabla \cdot (f_{i}{\vec {b}}_{i})=\mathrm {grad} (f_{i})\cdot {\vec {b}}_{i}+f_{i}\,\mathrm {div} ({\vec {b}}_{i})}
{\displaystyle \mathrm {div} (T^{ij}{\vec {b}}_{i}\otimes {\vec {b}}_{j})=(\mathrm {grad} (T^{ij})\cdot {\vec {b}}_{j}){\vec {b}}_{i}+T^{ij}\,{\big (}\mathrm {grad} ({\vec {b}}_{i})\cdot {\vec {b}}_{j}+\mathrm {div} ({\vec {b}}_{j}){\vec {b}}_{i}{\big )}}
{\displaystyle \nabla \cdot (T^{ij}{\vec {b}}_{i}\otimes {\vec {b}}_{j})={\big (}(\nabla T^{ij})\cdot {\vec {b}}_{i}{\big )}{\vec {b}}_{j}+T^{ij}\,{\big (}(\nabla \cdot {\vec {b}}_{i}){\vec {b}}_{j}+(\nabla {\vec {b}}_{j})\cdot {\vec {b}}_{i}{\big )}}
Produkt mit Konstanten:
{\displaystyle \mathrm {div} (f\mathbf {C} )=\mathbf {C} \cdot \mathrm {grad} (f)\quad \rightarrow \quad \mathrm {div} (f\mathbf {1} )=\mathrm {grad} (f)}
{\displaystyle \nabla \cdot (f\mathbf {C} )=\mathrm {grad} (f)\cdot \mathbf {C} \quad \rightarrow \quad \nabla \cdot (f\mathbf {1} )=\nabla f}
{\displaystyle {\begin{aligned}\mathrm {div} (\mathbf {C} \cdot {\vec {f}})=\mathbf {C} ^{\top }:\mathrm {grad} ({\vec {f}})\quad \rightarrow \quad \mathrm {div} ({\vec {f}})=&\mathrm {div} (\mathbf {1} \cdot {\vec {f}})=\mathbf {1} :\mathrm {grad} ({\vec {f}})\\=&\mathrm {Sp} (\mathrm {grad} ({\vec {f}}))\end{aligned}}}

### Rotation

#### Definition der Rotation/Allgemeines
Vektorfeld {\displaystyle {\vec {f}}} :
{\displaystyle \mathrm {rot} ({\vec {f}})=\nabla \times {\vec {f}}}
Klassische Definition für ein Tensorfeld T:
{\displaystyle \mathrm {rot} (\mathbf {T} )\cdot {\vec {c}}=\mathrm {rot} \left(\mathbf {T} ^{\top }\cdot {\vec {c}}\right)\quad \forall {\vec {c}}\in \mathbb {V} }
→ {\displaystyle \mathrm {rot} (\mathbf {T} )=\nabla \times \left(\mathbf {T} ^{\top }\right)}
Allgemeine Identitäten:
{\displaystyle \mathbf {T=T} ^{\top }\quad \rightarrow \quad \mathrm {Sp{\big (}rot} (\mathbf {T} ){\big )}=\mathrm {Sp} (\nabla \times \mathbf {T} )=0}
{\displaystyle \mathrm {rot} ({\vec {x}})={\vec {0}}}
Integrabilitätsbedingung: Jedes divergenzfreie Vektorfeld ist die Rotation eines Vektorfeldes:
{\displaystyle \mathrm {div} ({\vec {f}})=0\quad \rightarrow \quad \exists {\vec {g}}\colon {\vec {f}}=\mathrm {rot} ({\vec {g}})}.
Siehe auch #Satz über rotationsfreie Felder.
Koordinatenfreie Darstellung:
- Volumen {\displaystyle v} mit
- Oberfläche {\displaystyle a} mit äußerem vektoriellem Oberflächenelement {\displaystyle \mathrm {d} {\vec {a}}}

{\displaystyle \mathrm {rot} ({\vec {f}})=-\lim _{v\rightarrow 0}\left({\frac {1}{v}}\int _{a}{\vec {f}}\times \mathrm {d} {\vec {a}}\right)}
Zusammenhang mit den anderen Differentialoperatoren:
{\displaystyle {\begin{aligned}\mathrm {rot} (f{\vec {c}})=&\mathrm {grad} (f)\times {\vec {c}}\\\mathrm {rot} ({\vec {f}})=&-{\vec {\mathrm {i} }}{\big (}\mathrm {grad} ({\vec {f}}){\big )}={\vec {\mathrm {i} }}(\nabla \otimes {\vec {f}})=\nabla \times {\vec {f}}\end{aligned}}}

#### Rotation in verschiedenen Koordinatensystemen
#Kartesische Koordinaten:
{\displaystyle {\begin{aligned}\mathrm {rot} ({\vec {f}})=&f_{j,i}{\hat {e}}_{i}\times {\hat {e}}_{j}=\epsilon _{ijk}f_{j,i}{\hat {e}}_{k}\\=&(f_{3,2}-f_{2,3}){\hat {e}}_{1}+(f_{1,3}-f_{3,1}){\hat {e}}_{2}+(f_{2,1}-f_{1,2}){\hat {e}}_{3}\end{aligned}}}
{\displaystyle \mathrm {rot} (\mathbf {T} )={\hat {e}}_{i}\times \mathbf {T} _{,i}^{\top }={\hat {e}}_{i}\times T_{lj,i}{\hat {e}}_{j}\otimes {\hat {e}}_{l}=\epsilon _{ijk}T_{lj,i}{\hat {e}}_{k}\otimes {\hat {e}}_{l}}
#Zylinderkoordinaten:
{\displaystyle \mathrm {rot} ({\vec {f}})={\frac {f_{z,\varphi }-\rho f_{\varphi ,z}}{\rho }}{\hat {e}}_{\rho }+(f_{\rho ,z}-f_{z,\rho }){\hat {e}}_{\varphi }+{\frac {f_{\varphi }+\rho f_{\varphi ,\rho }-f_{\rho ,\varphi }}{\rho }}{\hat {e}}_{z}}
{\displaystyle \mathrm {rot} (\mathbf {T} )={\hat {e}}_{\rho }\times (\mathbf {T} _{,\rho }^{\top })+{\frac {1}{\rho }}{\hat {e}}_{\varphi }\times (\mathbf {T} _{,\varphi }^{\top })+{\hat {e}}_{z}\times (\mathbf {T} _{,z}^{\top })}
{\displaystyle \nabla \times \mathbf {T} ={\hat {e}}_{\rho }\times \mathbf {T} _{,\rho }+{\frac {1}{\rho }}{\hat {e}}_{\varphi }\times \mathbf {T} _{,\varphi }+{\hat {e}}_{z}\times \mathbf {T} _{,z}}
#Kugelkoordinaten:
{\displaystyle {\begin{aligned}\mathrm {rot} ({\vec {f}})=&{\frac {f_{\varphi ,\vartheta }\sin(\vartheta )+f_{\varphi }\cos(\vartheta )-f_{\vartheta ,\varphi }}{r\sin(\vartheta )}}{\hat {e}}_{r}+\left({\frac {f_{r,\varphi }}{r\sin(\vartheta )}}-{\frac {f_{\varphi }+rf_{\varphi ,r}}{r}}\right){\hat {e}}_{\vartheta }\\&+{\frac {f_{\vartheta }+rf_{\vartheta ,r}-f_{r,\vartheta }}{r}}{\hat {e}}_{\varphi }\end{aligned}}}
{\displaystyle \mathrm {rot} (\mathbf {T} )={\hat {e}}_{r}\times (\mathbf {T} _{,r}^{\top })+{\frac {1}{r}}{\hat {e}}_{\vartheta }\times (\mathbf {T} _{,\vartheta }^{\top })+{\frac {1}{r\sin(\vartheta )}}{\hat {e}}_{\varphi }\times (\mathbf {T} _{,\varphi }^{\top })}
{\displaystyle \nabla \times \mathbf {T} ={\hat {e}}_{r}\times \mathbf {T} _{,r}+{\frac {1}{r}}{\hat {e}}_{\vartheta }\times \mathbf {T} _{,\vartheta }+{\frac {1}{r\sin(\vartheta )}}{\hat {e}}_{\varphi }\times \mathbf {T} _{,\varphi }}

#### Produktregel für Rotationen
{\displaystyle {\begin{aligned}\mathrm {rot} (f{\vec {g}})=&{\hat {e}}_{i}\times (f_{,i}{\vec {g}}+f{\vec {g}}_{,i})=\mathrm {grad} (f)\times {\vec {g}}+f\mathrm {rot} ({\vec {g}})\\\mathrm {rot} ({\vec {f}}\times {\vec {g}})=&{\hat {e}}_{i}\times \left({\vec {f}}_{,i}\times {\vec {g}}+{\vec {f}}\times {\vec {g}}_{,i}\right)\\=&({\hat {e}}_{i}\cdot {\vec {g}}){\vec {f}}_{,i}-\left({\hat {e}}_{i}\cdot {\vec {f}}_{,i}\right){\vec {g}}+\left({\hat {e}}_{i}\cdot {\vec {g}}_{,i}\right){\vec {f}}-({\hat {e}}_{i}\cdot {\vec {f}}){\vec {g}}_{,i}\\=&\mathrm {grad} ({\vec {f}})\cdot {\vec {g}}-\mathrm {div} ({\vec {f}}){\vec {g}}+\mathrm {div} ({\vec {g}}){\vec {f}}-\mathrm {grad} ({\vec {g}})\cdot {\vec {f}}\\=&\mathrm {div} ({\vec {f}}\otimes {\vec {g}})-\mathrm {div} ({\vec {g}}\otimes {\vec {f}})=\nabla \cdot ({\vec {g}}\otimes {\vec {f}})-\nabla \cdot ({\vec {f}}\otimes {\vec {g}})\end{aligned}}}
{\displaystyle {\begin{aligned}\mathrm {rot} ({\vec {f}}\otimes {\vec {g}})=&{\hat {e}}_{i}\times \left({\vec {g}}_{,i}\otimes {\vec {f}}+{\vec {g}}\otimes {\vec {f}}_{,i}\right)\!\!\!\!\!\!\!\!\!\!&=&\mathrm {rot} ({\vec {g}})\otimes {\vec {f}}-{\vec {g}}\times \mathrm {grad} ({\vec {f}})^{\top }\\\mathrm {rot} (f\mathbf {T} )=&{\hat {e}}_{k}\times (f_{,k}\mathbf {T} ^{\top }+f\mathbf {T} _{,k}^{\top })\!\!\!\!\!\!\!\!\!\!&=&\mathrm {grad} (f)\times (\mathbf {T} ^{\top })+f\mathrm {rot} (\mathbf {T} )\end{aligned}}}
{\displaystyle {\begin{aligned}\mathrm {rot} (\mathbf {T} \cdot {\vec {f}})=&{\hat {e}}_{k}\times {\big (}\mathbf {T} _{,k}\cdot {\vec {f}}+\mathbf {T} \cdot {\vec {f}}_{,k}{\big )}\\=&\mathrm {rot} (\mathbf {T} ^{\top })\cdot {\vec {f}}+{\vec {\mathrm {i} }}\left({\hat {e}}_{k}\otimes \mathbf {T} \cdot {\vec {f}}_{,k}\right)\\=&\mathrm {rot} (\mathbf {T} ^{\top })\cdot {\vec {f}}-{\vec {\mathrm {i} }}\left(\mathbf {T} \cdot \mathrm {grad} ({\vec {f}})\right)\\\mathrm {rot} ({\vec {f}}\times \mathbf {T} )=&-\mathrm {rot} \left((\mathbf {T} ^{\top }\times {\vec {f}})^{\top }\right)\\=&-\nabla \times \left(\mathbf {T} ^{\top }\times {\vec {f}}\right)\\=&-(\nabla \times \mathbf {T} ^{\top })\times {\vec {f}}+\mathbf {T} ^{\top }\#(\nabla \otimes {\vec {f}})\\=&-\mathrm {rot} (\mathbf {T} )\times {\vec {f}}+\left(\mathbf {T} \#\mathrm {grad} ({\vec {f}})\right)^{\top }\end{aligned}}}
{\displaystyle {\begin{aligned}\nabla \times ({\vec {f}}\otimes {\vec {g}})=&{\hat {e}}_{i}\times \left({\vec {f}}_{,i}\otimes {\vec {g}}+{\vec {f}}\otimes {\vec {g}}_{,i}\right)\!\!\!\!\!\!\!\!\!\!&=&(\nabla \times {\vec {f}})\otimes {\vec {g}}-{\vec {f}}\times (\nabla \otimes ({\vec {g}})\\\nabla \times (f\mathbf {T} )=&{\hat {e}}_{k}\times (f_{,k}\mathbf {T} +f\mathbf {T} _{,k})\!\!\!\!\!\!\!\!\!\!&=&(\nabla f)\times \mathbf {T} +f\nabla \times \mathbf {T} \end{aligned}}}
{\displaystyle {\begin{aligned}\nabla \times (\mathbf {T} \cdot {\vec {f}})=&{\hat {e}}_{k}\times (\mathbf {T} _{,k}\cdot {\vec {f}}+\mathbf {T} \cdot {\vec {f}}_{,k})\\=&(\nabla \times \mathbf {T} )\cdot {\vec {f}}+{\vec {\mathrm {i} }}\left({\hat {e}}_{k}\otimes \mathbf {T} \cdot {\vec {f}}_{,k}\right)\\=&(\nabla \times \mathbf {T} )\cdot {\vec {f}}-{\vec {\mathrm {i} }}{\big (}\mathbf {T} \cdot (\nabla \otimes {\vec {f}})^{\top }{\big )}\\\nabla \times (\mathbf {T} \times {\vec {f}})=&{\hat {e}}_{k}\times (\mathbf {T} _{,k}\times {\vec {f}}+(\mathbf {T} \cdot {\hat {e}}_{i})\otimes {\hat {e}}_{i}\times {\vec {f}}_{,k})\\=&(\nabla \times \mathbf {T} )\times {\vec {f}}-(\mathbf {T} \cdot {\hat {e}}_{i})\times {\hat {e}}_{k}\otimes {\hat {e}}_{i}\times {\vec {f}}_{,k}\\=&(\nabla \times \mathbf {T} )\times {\vec {f}}-\mathbf {T} \#(\nabla \otimes {\vec {f}})\end{aligned}}}
Beliebige Basis:
{\displaystyle \mathrm {rot} (f^{i}{\vec {b}}_{i})=\mathrm {grad} (f^{i})\times {\vec {b}}_{i}+f^{i}\,\mathrm {rot} ({\vec {b}}_{i})}
Produkt mit Konstanten:
{\displaystyle {\begin{array}{rcl}\mathrm {rot} (\mathbf {C} \cdot {\vec {f}})&=&-{\vec {\mathrm {i} }}\left(\mathbf {C} \cdot \mathrm {grad} ({\vec {f}})\right)\\&&\rightarrow \quad \mathrm {rot} ({\vec {f}})=\mathrm {rot} (\mathbf {1} \cdot {\vec {f}})=-{\vec {\mathrm {i} }}\left(\mathrm {grad} ({\vec {f}})\right)\\\mathrm {rot} ({\vec {f}}\times \mathbf {1} )&=&\mathbf {1} \#\mathrm {grad} ({\vec {f}})^{\top }=\mathrm {grad} ({\vec {f}})-\mathrm {div} ({\vec {f}})\mathbf {1} \end{array}}}
In divergenzfreien Feldern ist also: {\displaystyle \mathrm {rot} ({\vec {f}}\times \mathbf {1} )=\mathrm {grad} ({\vec {f}})}

### Laplace-Operator

#### Definition/Allgemeines
{\displaystyle \Delta :=\nabla \cdot \nabla =\nabla ^{2}}
Zusammenhang mit anderen Differentialoperatoren:
{\displaystyle {\begin{array}{rclcl}\Delta f&=&\mathrm {div{\big (}grad} (f){\big )}&=&\nabla \cdot (\nabla f)\\\Delta {\vec {f}}&=&\mathrm {div{\big (}grad} ({\vec {f}}){\big )}&=&\nabla \cdot (\nabla \otimes {\vec {f}})\end{array}}}
„Vektorieller Laplace-Operator“:
{\displaystyle \Delta {\vec {f}}=\mathrm {grad{\big (}div} ({\vec {f}}){\big )}-\mathrm {rot{\big (}rot} ({\vec {f}}){\big )}}

#### Laplace-Operator in verschiedenen Koordinatensystemen
#Kartesische Koordinaten:
{\displaystyle {\begin{aligned}\Delta f=&f_{,kk}\\\Delta {\vec {f}}=&\Delta f_{i}{\hat {e}}_{i}=f_{i,kk}{\hat {e}}_{i}\\\Delta \mathbf {T} =&\Delta T_{ij}{\hat {e}}_{i}\otimes {\hat {e}}_{j}=T_{ij,kk}{\hat {e}}_{i}\otimes {\hat {e}}_{j}\end{aligned}}}
#Zylinderkoordinaten:
{\displaystyle {\begin{aligned}\Delta f=&{\frac {f_{,\rho }}{\rho }}+f_{,\rho \rho }+{\frac {f_{,\varphi \varphi }}{\rho ^{2}}}+f_{,zz}\\\Delta {\vec {f}}=&\left(\Delta f_{\rho }-{\frac {2f_{\varphi ,\varphi }+f_{\rho }}{\rho ^{2}}}\right){\hat {e}}_{\rho }+\left(\Delta f_{\varphi }+{\frac {2f_{\rho ,\varphi }-f_{\varphi }}{\rho ^{2}}}\right){\hat {e}}_{\varphi }+\Delta f_{z}{\hat {e}}_{z}\end{aligned}}}
#Kugelkoordinaten:
{\displaystyle {\begin{aligned}\Delta f=&{\frac {1}{r^{2}}}{\frac {\partial }{\partial r}}\left(r^{2}{\frac {\partial f}{\partial r}}\right)+{\frac {1}{r^{2}\sin(\vartheta )}}{\frac {\partial }{\partial \vartheta }}\left(\sin(\vartheta )\,{\frac {\partial f}{\partial \vartheta }}\right)+{\frac {1}{r^{2}\sin ^{2}(\vartheta )}}{\frac {\partial ^{2}f}{\partial \varphi ^{2}}}\\=&{\frac {2f_{,r}}{r}}+f_{,rr}+{\frac {f_{,\vartheta }\cos(\vartheta )+f_{,\vartheta \vartheta }\sin(\vartheta )}{r^{2}\sin(\vartheta )}}+{\frac {f_{,\varphi \varphi }}{r^{2}\sin ^{2}(\vartheta )}}\\\Delta {\vec {f}}=&\left(\Delta f_{r}-{\frac {2}{r^{2}}}(f_{r}+f_{\vartheta ,\vartheta })-2{\frac {f_{\varphi ,\varphi }+f_{\vartheta }\cos(\vartheta )}{r^{2}\sin(\vartheta )}}\right){\hat {e}}_{r}\\&+\left(\Delta f_{\vartheta }+{\frac {2f_{r,\vartheta }}{r^{2}}}-{\frac {f_{\vartheta }+2f_{\varphi ,\varphi }\cos(\vartheta )}{r^{2}\sin ^{2}(\vartheta )}}\right){\hat {e}}_{\vartheta }\\&+\left(\Delta f_{\varphi }-{\frac {f_{\varphi }-2f_{\vartheta ,\varphi }\cos(\vartheta )-2f_{r,\varphi }\sin(\vartheta )}{r^{2}\sin ^{2}(\vartheta )}}\right){\hat {e}}_{\varphi }\end{aligned}}}

### Verknüpfungen
Wegen der in der Literatur teilweise abweichenden Definitionen der Differentialoperatoren kann es in der Literatur zu abweichenden Formeln kommen. Wenn die Definitionen der Literatur hier eingesetzt werden, gehen die hiesigen Formeln in die der Literatur über.
{\displaystyle {\begin{array}{rclcl}\mathrm {div(rot} ({\vec {f}}))&=&\nabla \cdot (\nabla \times {\vec {f}})&=&0\\\mathrm {rot(grad} (f))&=&\nabla \times \nabla f&=&{\vec {0}}\\\mathrm {div(grad} (f)\times \mathrm {grad} (g))&=&\nabla \cdot (\nabla f\times \nabla g)=\nabla g\cdot (\nabla \times \nabla f)&=&0\\\mathrm {rot{\big (}grad} ({\vec {f}}){\big )}&=&\nabla \times (\nabla \otimes {\vec {f}})&=&\mathbf {0} \\\mathrm {div{\big (}rot} (\mathbf {T} )^{\top }{\big )}&=&\nabla \cdot (\nabla \times \mathbf {T} )&=&{\vec {0}}\end{array}}}
{\displaystyle {\begin{array}{rclcl}\mathrm {div{\big (}grad} (f){\big )}&=&\nabla \cdot (\nabla f)=(\nabla \cdot \nabla )f&=&\Delta f\\\mathrm {div{\big (}grad} ({\vec {f}}){\big )}&=&\nabla \cdot (\nabla \otimes {\vec {f}})=(\nabla \cdot \nabla ){\vec {f}}&=&\Delta {\vec {f}}\end{array}}}
{\displaystyle {\begin{array}{rclcl}\mathrm {div{\big (}grad} ({\vec {f}})^{\top }{\big )}&=&\nabla \cdot (\nabla \otimes {\vec {f}}^{\top })=f_{i,ij}{\hat {e}}_{j}&=&\mathrm {grad{\big (}div} ({\vec {f}}){\big )}\\\mathrm {rot{\big (}grad} ({\vec {f}})^{\top }{\big )}&=&\nabla \times {\big (}(\nabla \otimes {\vec {f}})^{\top }{\big )}=\nabla \times {\big (}{\vec {f}}_{,i}\otimes {\hat {e}}_{i}{\big )}&=&\mathrm {grad{\big (}rot} ({\vec {f}}){\big )}\end{array}}}
{\displaystyle {\begin{array}{rclcl}\mathrm {rot{\big (}rot} ({\vec {f}}){\big )}&=&\nabla \times (\nabla \times {\vec {f}})=\nabla (\nabla \cdot {\vec {f}})-\Delta {\vec {f}}&=&\mathrm {grad(div} ({\vec {f}}))-\Delta {\vec {f}}\\\mathrm {rot{\big (}rot} (\mathbf {T} )^{\top }{\big )}^{\top }&=&{\big (}\nabla \times (\nabla \times (\mathbf {T} ^{\top })){\big )}^{\top }\\&=&{\big (}\nabla \otimes \nabla \cdot \mathbf {T} ^{\top }{\big )}^{\top }-(\nabla \cdot \nabla )\mathbf {T} &=&\mathrm {grad(div} (\mathbf {T} ))-\Delta \mathbf {T} \end{array}}}
{\displaystyle {\begin{array}{rcl}\mathrm {rot{\big (}rot} (\mathbf {T} ^{\top }){\big )}&=&-\Delta \mathbf {T} -\mathrm {grad{\big (}grad(Sp} (\mathbf {T} )){\big )}+\mathrm {grad{\big (}div} (\mathbf {T} ){\big )}+\mathrm {grad{\big (}div} (\mathbf {T} ^{\top }){\big )}^{\top }\\&&+\left[\Delta \mathrm {Sp} (\mathbf {T} )-\mathrm {div{\big (}div} (\mathbf {T} ){\big )}\right]\mathbf {1} \end{array}}}
Bei symmetrischem T = T⊤ gilt:
{\displaystyle {\begin{array}{rcl}\mathrm {rot{\big (}rot} (\mathbf {T} ){\big )}&=&-\Delta \mathbf {T} -\mathrm {grad{\big (}grad(Sp} (\mathbf {T} )){\big )}+\mathrm {grad{\big (}div} (\mathbf {T} ){\big )}+\mathrm {grad{\big (}div} (\mathbf {T} ){\big )}^{\top }\\&&+\left[\Delta \mathrm {Sp} (\mathbf {T} )-\mathrm {div{\big (}div} (\mathbf {T} ){\big )}\right]\mathbf {1} \end{array}}}

Wenn zusätzlich {\displaystyle \mathbf {T} =\mathbf {T} ^{\top }=\mathbf {G} -\mathrm {Sp} (\mathbf {G} )\mathbf {1} } dann ist:
{\displaystyle \mathrm {rot{\big (}rot} (\mathbf {T} ){\big )}=-\Delta \mathbf {G} +\mathrm {grad{\big (}div} (\mathbf {G} ){\big )}+\mathrm {grad{\big (}div} (\mathbf {G} ){\big )}^{\top }-\mathrm {div{\big (}div} (\mathbf {G} ){\big )}\mathbf {1} }
Der Laplace-Operator kann zwischen den anderen Operatoren wie ein Skalar behandelt werden, also an beliebiger Stelle in die Formeln eingesetzt werden, z. B.:
{\displaystyle {\begin{array}{l}\Delta \mathrm {rot(rot} ({\vec {f}}))=\mathrm {rot(\Delta rot} ({\vec {f}}))=\mathrm {rot(rot} (\Delta {\vec {f}}))=\ldots \\\ldots =\Delta \mathrm {grad(div} ({\vec {f}}))-\Delta \Delta {\vec {f}}=\mathrm {grad} (\Delta \mathrm {div} ({\vec {f}}))-\Delta \Delta {\vec {f}}=\mathrm {grad(div} (\Delta {\vec {f}}))-\Delta \Delta {\vec {f}}\end{array}}}

### Grassmann-Entwicklung
{\displaystyle {\begin{aligned}{\vec {f}}\times \mathrm {rot} ({\vec {f}})=&{\frac {1}{2}}\mathrm {grad} ({\vec {f}}\cdot {\vec {f}})-\mathrm {grad} ({\vec {f}})\cdot {\vec {f}}\\=&{\big (}\mathrm {grad} ({\vec {f}})^{\top }-\mathrm {grad} ({\vec {f}}){\big )}\cdot {\vec {f}}={\vec {\mathrm {i} }}{\big (}\mathrm {grad} ({\vec {f}}){\big )}\times {\vec {f}}\end{aligned}}}
{\displaystyle \mathrm {grad} ({\vec {f}})\cdot {\vec {f}}={\frac {1}{2}}\mathrm {grad} ({\vec {f}}\cdot {\vec {f}})-{\vec {f}}\times \mathrm {rot} ({\vec {f}})}

## Sätze über Gradient, Divergenz und Rotation
Ein Vektorfeld, dessen Divergenz und Rotation verschwindet, ist harmonisch:
{\displaystyle \operatorname {div} ({\vec {f}})=0\;{\text{und}}\;\mathrm {rot} ({\vec {f}})={\vec {0}}\quad \rightarrow \quad \Delta {\vec {f}}={\vec {0}}}

### Helmholtz-Theorem
Jedes Vektorfeld lässt sich eindeutig in einen divergenzfreien und einen rotationsfreien Anteil zerlegen. Den Integrabilitätsbedingungen für Rotationen und Gradienten zufolge ist der erste Anteil ein Rotationsfeld und der zweite ein Gradientenfeld.
{\displaystyle {\begin{array}{rclccl}{\vec {f}}={\vec {f}}_{1}+{\vec {f}}_{2}:&&&\mathrm {div} ({\vec {f}}_{1})=0&{\text{und}}&\operatorname {rot} ({\vec {f}}_{2})={\vec {0}}\\\leftrightarrow \exists g,{\vec {g}}:&&{\vec {f}}=&\operatorname {rot} ({\vec {g}})&+&\mathrm {grad} (g)\end{array}}}

### Satz über rotationsfreie Felder
{\displaystyle {\begin{array}{rrcll}{\textsf {I}}:&\mathrm {rot} ({\vec {u}}):={\hat {e}}_{k}\times {\vec {u}}_{,k}={\vec {0}}&\rightarrow &\exists f\colon &{\vec {u}}=\mathrm {grad} (f)\\{\textsf {II}}:&\mathrm {rot} (\mathbf {T} )=\mathbf {0} &\rightarrow &\exists {\vec {u}}\colon &\mathbf {T} =\mathrm {grad} ({\vec {u}})\\{\textsf {III}}:&\mathrm {rot} (\mathbf {T} )=\mathbf {0} \;{\text{und}}\;\mathrm {Sp} (\mathbf {T} )=0&\rightarrow &\exists \mathbf {W} \colon &\mathbf {T} =\mathrm {rot} (\mathbf {W} )\;{\text{und}}\;\mathbf {W} =-\mathbf {W} ^{\top }\end{array}}}
oder
{\displaystyle {\begin{array}{rrcll}{\textsf {II}}:&\nabla \times (\mathbf {T} ^{\top })=\mathbf {0} &\rightarrow &\exists {\vec {u}}\colon &\mathbf {T} =\mathrm {grad} ({\vec {u}})\\{\textsf {III}}:&\nabla \times (\mathbf {T} ^{\top })=\mathbf {0} \;{\text{und}}\;\mathrm {Sp} (\mathbf {T} )=0&\rightarrow &\exists \mathbf {W} \colon &\mathbf {T} =\mathrm {rot} (\mathbf {W} )\;{\text{und}}\;\mathbf {W} =-\mathbf {W} ^{\top }\end{array}}}

### Gaußscher Integralsatz
- Volumen {\displaystyle v} mit Volumenform {\displaystyle \mathrm {d} v} und
- Oberfläche {\displaystyle a} mit äußerem vektoriellem Oberflächenelement {\displaystyle \mathrm {d} {\vec {a}}}
- Ortsvektoren {\displaystyle {\vec {x}}\in v}
- Skalar-, vektor- oder tensorwertige Funktion {\displaystyle f,{\vec {f}},\mathbf {T} } des Ortes {\displaystyle {\vec {x}}} :

{\displaystyle {\begin{array}{rcl}\int _{v}\mathrm {grad} (f)\,\mathrm {d} v&=&\int _{a}f\,\mathrm {d} {\vec {a}}\\\int _{v}\mathrm {grad} ({\vec {f}})\,\mathrm {d} v&=&\int _{a}{\vec {f}}\otimes \mathrm {d} {\vec {a}}\\\int _{v}\mathrm {div} ({\vec {f}})\,\mathrm {d} v&=&\int _{a}{\vec {f}}\cdot \mathrm {d} {\vec {a}}\\\int _{v}\mathrm {rot} ({\vec {f}})\,\mathrm {d} v&=&-\int _{a}{\vec {f}}\times \mathrm {d} {\vec {a}}\\\int _{v}\mathrm {div} (\mathbf {T} )\,\mathrm {d} v&=&\int _{a}\mathbf {T} \cdot \mathrm {d} {\vec {a}}\\\int _{v}\nabla \cdot \mathbf {T} \,\mathrm {d} v&=&\int _{a}\mathbf {T} ^{\top }\cdot \mathrm {d} {\vec {a}}\end{array}}}
Mit der #Produktregel für Gradienten, #Produktregel für Divergenzen und #Produktregel für Rotationen können Formeln für die partielle Integration im Mehrdimensionalen abgeleitet werden, beispielsweise:
{\displaystyle {\begin{aligned}\mathrm {grad} (fg)=&\mathrm {grad} (f)g+f\mathrm {grad} (g)\\\rightarrow \int _{v}\mathrm {grad} (f)g\,\mathrm {d} v=&\int _{a}fg\,\mathrm {d} {\vec {a}}-\int _{v}f\mathrm {grad} (g)\,\mathrm {d} v\end{aligned}}}

### Klassischer Integralsatz von Stokes
Gegeben:
- Fläche {\displaystyle a} mit äußerem vektoriellem Oberflächenelement {\displaystyle \mathrm {d} {\vec {a}}}
- Berandungskurve {\displaystyle b} der Fläche {\displaystyle a} mit Linienelement {\displaystyle \mathrm {d} {\vec {b}}}
- Ortsvektoren {\displaystyle {\vec {x}}\in a}

Vektorwertige Funktion {\displaystyle {\vec {f}}({\vec {x}},t)} :
{\displaystyle \int _{a}\mathrm {rot} ({\vec {f}})\cdot \mathrm {d} {\vec {a}}=\oint _{b}{\vec {f}}\cdot \mathrm {d} {\vec {b}}}
Mit der #Produktregel für Rotationen können Formeln für die partielle Integration im Mehrdimensionalen abgeleitet werden, beispielsweise:
{\displaystyle {\begin{aligned}\mathrm {rot} (f{\vec {g}})=&\mathrm {grad} (f)\times {\vec {g}}+f\mathrm {rot} ({\vec {g}})\\\rightarrow \int _{a}{\big (}\mathrm {grad} (f)\times {\vec {g}}{\big )}\cdot \mathrm {d} {\vec {a}}=&\oint _{b}f{\vec {g}}\cdot \mathrm {d} {\vec {b}}-\int _{a}f\mathrm {rot} ({\vec {g}})\cdot \mathrm {d} {\vec {a}}\end{aligned}}}

### Reynoldscher Transportsatz
Gegeben:
- Zeit {\displaystyle t}
- Zeitabhängiges Volumen {\displaystyle v} mit Volumenform {\displaystyle \mathrm {d} v} mit
- Oberfläche des Volumes {\displaystyle a} und äußerem vektoriellem Oberflächenelement {\displaystyle \mathrm {d} {\vec {a}}}
- Ortsvektoren {\displaystyle {\vec {x}}\in v}
- Geschwindigkeitsfeld:{\displaystyle {\vec {v}}({\vec {x}},t)}
- Eine skalare oder vektorwertige Dichtefunktion pro Volumeneinheit {\displaystyle f({\vec {x}},t)}, die mit den sich bewegenden Partikeln transportiert wird.
- Die Integrale Größe für das Volumen:{\displaystyle \int _{v}{\vec {f}}({\vec {x}},t)\,\mathrm {d} v}

Skalare Funktion {\displaystyle f({\vec {x}},t)} :
{\displaystyle {\begin{array}{rcl}{\frac {\mathrm {d} }{\mathrm {d} t}}\int _{v}f\,\mathrm {d} v&=&\int _{v}{\frac {\partial f}{\partial t}}\,\mathrm {d} v+\int _{a}f({\vec {v}}\cdot \mathrm {d} {\vec {a}})=\int _{v}\left({\frac {\partial f}{\partial t}}+\mathrm {div} (f{\vec {v}})\right)\,\mathrm {d} v\\&=&\int _{v}\left({\frac {\partial f}{\partial t}}+\mathrm {grad} (f)\cdot {\vec {v}}+\mathrm {div} ({\vec {v}})\,f\right)\,\mathrm {d} v=\int _{v}\left({\dot {f}}+\mathrm {div} ({\vec {v}})\,f\right)\,\mathrm {d} v\end{array}}}
Vektorwertige Funktion {\displaystyle {\vec {f}}({\vec {x}},t)} :
{\displaystyle {\begin{array}{rcl}{\frac {\mathrm {d} }{\mathrm {d} t}}\int _{v}{\vec {f}}\,\mathrm {d} v&=&\int _{v}{\frac {\partial {\vec {f}}}{\partial t}}\,\mathrm {d} v+\int _{a}{\vec {f}}({\vec {v}}\cdot \mathrm {d} {\vec {a}})=\int _{v}\left({\frac {\partial {\vec {f}}}{\partial t}}+\mathrm {div} ({\vec {v}}\otimes {\vec {f}})\right)\,\mathrm {d} v\\&=&\int _{v}\left({\frac {\partial {\vec {f}}}{\partial t}}+\mathrm {grad} ({\vec {f}})\cdot {\vec {v}}+\mathrm {div} ({\vec {v}}){\vec {f}}\right)\,\mathrm {d} v=\int _{v}({\dot {\vec {f}}}+\mathrm {div} ({\vec {v}}){\vec {f}})\,\mathrm {d} v\end{array}}}

### Transportsatz für Flächenintegrale
Gegeben:
- Zeit {\displaystyle t}
- Ortsvektoren {\displaystyle {\vec {x}}\in v}
- Geschwindigkeitsfeld:{\displaystyle {\vec {v}}({\vec {x}},t)}
- Zeitabhängige Fläche {\displaystyle a\colon [0,1]^{2}\mapsto v}, die mit dem Geschwindigkeitsfeld transportiert wird und auf der mit räumlichem, vektoriellem Oberflächenelement {\displaystyle \mathrm {d} {\vec {a}}} im Volumen v integriert wird
- Eine skalare oder vektorwertige Feldgröße {\displaystyle f({\vec {x}},t)}, die mit den sich bewegenden Partikeln transportiert wird.
- Die Integrale Größe auf der Fläche:{\displaystyle \int _{a}f({\vec {x}},t)\cdot \mathrm {d} {\vec {a}}}

Skalare Funktion {\displaystyle f({\vec {x}},t)} :
{\displaystyle {\frac {\mathrm {d} }{\mathrm {d} t}}\int _{a}f\,\mathrm {d} {\vec {a}}=\int _{a}[{\dot {f}}\mathbf {1} +f\operatorname {div} ({\vec {v}})\mathbf {1} -f\operatorname {grad} ({\vec {v}})^{\top }]\cdot \,\mathrm {d} {\vec {a}}}
Vektorwertige Funktion {\displaystyle {\vec {f}}({\vec {x}},t)}:
{\displaystyle {\frac {\mathrm {d} }{\mathrm {d} t}}\int _{a}{\vec {f}}\cdot \,\mathrm {d} {\vec {a}}=\int _{a}[{\dot {\vec {f}}}+{\vec {f}}\operatorname {div} ({\vec {v}})-\operatorname {grad} ({\vec {v}})\cdot {\vec {f}}]\cdot \,\mathrm {d} {\vec {a}}}

### Transportsatz für Kurvenintegrale
Gegeben:
- Zeit {\displaystyle t}
- Ortsvektoren {\displaystyle {\vec {x}}\in v}
- Geschwindigkeitsfeld:{\displaystyle {\vec {v}}({\vec {x}},t)}
- Zeitabhängige Kurve {\displaystyle b\colon [0,1)\mapsto v}, die mit dem Geschwindigkeitsfeld transportiert wird und entlang derer mit räumlichem, vektoriellem Linienelement {\displaystyle \mathrm {d} {\vec {b}}} im Volumen v integriert wird
- Eine skalare oder vektorwertige Feldgröße {\displaystyle f({\vec {x}},t)}, die mit den sich bewegenden Partikeln transportiert wird.
- Die Integrale Größe entlang des Weges:{\displaystyle \int _{b}f({\vec {x}},t)\cdot \mathrm {d} {\vec {b}}}

Skalare Funktion {\displaystyle f({\vec {x}},t)} :
{\displaystyle {\frac {\mathrm {d} }{\mathrm {d} t}}\oint _{b}f\,\mathrm {d} {\vec {b}}=\oint _{b}({\dot {f}}\mathbf {1} +f\,\mathrm {grad} {\vec {v}})\cdot \mathrm {d} {\vec {b}}}
Vektorwertige Funktion {\displaystyle {\vec {f}}({\vec {x}},t)}:
{\displaystyle {\frac {\mathrm {d} }{\mathrm {d} t}}\oint _{b}{\vec {f}}\cdot \mathrm {d} {\vec {b}}=\oint _{b}({\dot {\vec {f}}}+{\vec {f}}\cdot \mathrm {grad} {\vec {v}})\cdot \mathrm {d} {\vec {b}}}

## Kontinuumsmechanik

### Kleine Deformationen
Ingenieursdehnungen:
{\displaystyle {\boldsymbol {\varepsilon }}=\varepsilon _{ij}{\hat {e}}_{i}\otimes {\hat {e}}_{j}={\frac {1}{2}}(u_{i,j}+u_{j,i}){\hat {e}}_{i}\otimes {\hat {e}}_{j}}
Kompatibilitätsbedingungen:
{\displaystyle {\begin{array}{rcl}\mathrm {rot{\big (}rot} ({\boldsymbol {\varepsilon }}){\big )}=\nabla \times (\nabla \times {\boldsymbol {\varepsilon }})^{\top }&=&\mathbf {0} \\&\downarrow &\\2\varepsilon _{12,12}-\varepsilon _{22,11}-\varepsilon _{11,22}&=&0\\2\varepsilon _{13,13}-\varepsilon _{33,11}-\varepsilon _{11,33}&=&0\\2\varepsilon _{23,23}-\varepsilon _{33,22}-\varepsilon _{22,33}&=&0\\\varepsilon _{11,23}+\varepsilon _{23,11}-\varepsilon _{12,13}-\varepsilon _{13,12}&=&0\\\varepsilon _{22,13}+\varepsilon _{13,22}-\varepsilon _{12,23}-\varepsilon _{23,12}&=&0\\\varepsilon _{12,33}+\varepsilon _{33,12}-\varepsilon _{13,23}-\varepsilon _{23,13}&=&0\end{array}}}

### Starrkörperbewegung
Orthogonaler Tensor {\displaystyle \mathbf {Q} } beschreibt die Drehung.
{\displaystyle \mathbf {\Omega } :={\dot {\mathbf {Q} }}\cdot \mathbf {Q} ^{\top }={(\mathbf {Q} \cdot {\dot {\mathbf {Q} }}^{\top })}^{\top }=-\mathbf {Q} \cdot {\dot {\mathbf {Q} }}^{\top }}
Vektorinvariante oder dualer axialer Vektor {\displaystyle {\vec {\omega }}} des schiefsymmetrischen Tensors {\displaystyle \mathbf {\Omega } } ist die Winkelgeschwindigkeit:
{\displaystyle \mathbf {\Omega } \cdot {\vec {r}}={\vec {\omega }}\times {\vec {r}}{\quad \forall \;}{\vec {r}}}
Starrkörperbewegung mit {\displaystyle {\vec {r}}=\mathrm {const.} } :
{\displaystyle {\vec {x}}={\vec {f}}+\mathbf {Q} \cdot {\vec {r}}\quad \rightarrow \quad {\vec {r}}=\mathbf {Q} ^{\top }\cdot ({\vec {x}}-{\vec {f}})}
{\displaystyle {\vec {v}}={\dot {\vec {f}}}+{\dot {\mathbf {Q} }}\cdot {\vec {r}}={\dot {\vec {f}}}+{\dot {\mathbf {Q} }}\cdot \mathbf {Q} ^{\top }\cdot ({\vec {x}}-{\vec {f}})={\dot {\vec {f}}}+\mathbf {\Omega } \cdot ({\vec {x}}-{\vec {f}})={\dot {\vec {f}}}+{\vec {\omega }}\times ({\vec {x}}-{\vec {f}})}

### Ableitungen der Invarianten
{\displaystyle {\frac {\partial \mathrm {I} _{1}(\mathbf {T} )}{\partial \mathbf {T} }}={\frac {\partial \mathrm {Sp} (\mathbf {T} )}{\partial \mathbf {T} }}=\mathbf {1} }
{\displaystyle {\frac {\partial \mathrm {I} _{2}(\mathbf {T} )}{\partial \mathbf {T} }}=\mathrm {I} _{1}(\mathbf {T} )\mathbf {1} -\mathbf {T} ^{\top }}
{\displaystyle {\frac {\partial \mathrm {I} _{3}(\mathbf {T} )}{\partial \mathbf {T} }}={\frac {\partial \mathrm {det} (\mathbf {T} )}{\partial \mathbf {T} }}=\mathrm {det} (\mathbf {T} )\mathbf {T} ^{\top -1}=\mathrm {cof} (\mathbf {T} )=\mathbf {T^{\top }\cdot T^{\top }} -\mathrm {I} _{1}(\mathbf {T} )\mathbf {T} ^{\top }+\mathrm {I} _{2}(\mathbf {T} )\mathbf {1} }
mit der transponiert inversen T⊤-1 und dem Kofaktor cof(T) des Tensors T.
Funktion {\displaystyle f} der Invarianten:
{\displaystyle {\begin{aligned}{\frac {\partial f}{\partial \mathbf {T} }}(\mathrm {I} _{1}(\mathbf {T} ),\,\mathrm {I} _{2}(\mathbf {T} ),\,\mathrm {I} _{3}(\mathbf {T} ))=&\left({\frac {\partial f}{\partial \mathrm {I} _{1}}}+\mathrm {I} _{1}{\frac {\partial f}{\partial \mathrm {I} _{2}}}+\mathrm {I} _{2}{\frac {\partial f}{\partial \mathrm {I} _{3}}}\right)\mathbf {1} -\left({\frac {\partial f}{\partial \mathrm {I} _{2}}}+\mathrm {I} _{1}{\frac {\partial f}{\partial \mathrm {I} _{3}}}\right)\mathbf {T} ^{\top }\\&+{\frac {\partial f}{\partial \mathrm {I} _{3}}}\mathbf {T} ^{\top }\cdot \mathbf {T} ^{\top }\end{aligned}}}
Ableitung der Frobenius-Norm:
{\displaystyle {\frac {\partial \parallel \mathbf {T} \parallel }{\partial \mathbf {T} }}={\frac {\mathbf {T} }{\parallel \mathbf {T} \parallel }}}
Eigenwerte (aus der impliziten Ableitung des charakteristischen Polynoms):
{\displaystyle \mathbf {T} \cdot {\vec {v}}=\lambda {\vec {v}}\quad \rightarrow \quad \mathrm {det} (\mathbf {T} -\lambda \mathbf {1} )=-\lambda ^{3}+\mathrm {I} _{1}\lambda ^{2}-\mathrm {I} _{2}\lambda +\mathrm {I} _{3}=0}
→ {\displaystyle {\dfrac {\mathrm {d} \lambda }{\mathrm {d} \mathbf {T} }}={\dfrac {(\lambda ^{2}-\lambda \mathrm {I} _{1}+\mathrm {I} _{2})\mathbf {1} +(\lambda -\mathrm {I} _{1})\mathbf {T} ^{\top }+\mathbf {T^{\top }\cdot T^{\top }} }{3\lambda ^{2}-2\mathrm {I} _{1}\lambda +\mathrm {I} _{2}}}}
Eigenwerte symmetrischer Tensoren:
{\displaystyle \mathbf {T} \cdot {\vec {v}}=\lambda {\vec {v}}\quad \rightarrow \quad {\frac {\partial \lambda }{\partial \mathbf {T} }}={\vec {v}}\otimes {\vec {v}}}
Eigenwerte von {\displaystyle \mathbf {T} =\sum _{i=1}^{3}\lambda _{i}\,{\vec {v}}_{i}\otimes {\vec {v}}^{i}}, wo {\displaystyle {\vec {v}}^{i}} dual zu den Eigenvektoren {\displaystyle {\vec {v}}_{i}} sind {\displaystyle ({\vec {v}}_{i}\cdot {\vec {v}}^{j}=\delta _{i}^{j})}:
{\displaystyle {\frac {\partial \lambda _{i}}{\partial \mathbf {T} }}={\vec {v}}^{i}\otimes {\vec {v}}_{i}} (keine Summe)
Die Eigenwerte von {\displaystyle \mathbf {T} =c\,{\vec {v}}_{1}\otimes {\vec {v}}^{1}+a({\vec {v}}_{2}\otimes {\vec {v}}^{2}+{\vec {v}}_{3}\otimes {\vec {v}}^{3})+b({\vec {v}}_{2}\otimes {\vec {v}}^{3}-{\vec {v}}_{3}\otimes {\vec {v}}^{2})} sind {\displaystyle \lambda _{1}=c,\,\lambda _{2}=a+\mathrm {i} b,\,\lambda _{3}=a-\mathrm {i} b} mit den Eigenvektoren {\displaystyle {\vec {v}}_{1},\,{\vec {w}}_{2}={\vec {v}}_{2}+\mathrm {i} {\vec {v}}_{3},\,{\vec {w}}_{3}={\vec {v}}_{2}-\mathrm {i} {\vec {v}}_{3}}. Hier ist:
{\displaystyle {\frac {\partial \lambda _{1}}{\partial \mathbf {T} }}={\vec {v}}^{1}\otimes {\vec {v}}_{1},\quad {\frac {\partial \lambda _{k}}{\partial \mathbf {T} }}={\frac {1}{2}}{\overline {{\vec {w}}^{k}\otimes {\vec {w}}_{k}}},\quad k=2,3} (keine Summe)
mit {\displaystyle {\vec {w}}^{2}={\vec {v}}^{2}+\mathrm {i} {\vec {v}}^{3},\,{\vec {w}}^{3}={\vec {v}}^{2}-\mathrm {i} {\vec {v}}^{3}} und der Überstrich markiert den konjugiert komplexen Wert.

### Konvektive Koordinaten
Konvektive Koordinaten {\displaystyle y_{1},y_{2},y_{3}\in \mathbb {R} }
Kovariante Basisvektoren {\displaystyle {\vec {B}}_{i}={\frac {\mathrm {d} {\vec {X}}}{\mathrm {d} y_{i}}}},    {\displaystyle {\vec {b}}_{i}={\frac {\mathrm {d} {\vec {x}}}{\mathrm {d} y_{i}}}}
Kontravariante Basisvektoren {\displaystyle {\vec {B}}^{i}={\frac {\mathrm {d} y_{i}}{\mathrm {d} {\vec {X}}}}:=\mathrm {GRAD} (y_{i})},    {\displaystyle {\vec {b}}^{i}={\frac {\mathrm {d} y_{i}}{\mathrm {d} {\vec {x}}}}:=\mathrm {grad} (y_{i})}
{\displaystyle {\vec {B}}_{i}\cdot {\vec {B}}^{j}={\vec {b}}_{i}\cdot {\vec {b}}^{j}=\delta _{i}^{j}}
Deformationsgradient {\displaystyle \mathbf {F} ={\vec {b}}_{i}\otimes {\vec {B}}^{i}}
Räumlicher Geschwindigkeitsgradient {\displaystyle \mathbf {l} ={\dot {\vec {b}}}_{i}\otimes {\vec {b}}^{i}=-{\vec {b}}_{i}\otimes {\dot {\vec {b}}}^{i}}
Kovarianter Tensor {\displaystyle \mathbf {T} =T_{ij}{\vec {b}}^{i}\otimes {\vec {b}}^{j}}
Kontravarianter Tensor {\displaystyle \mathbf {T} =T^{ij}{\vec {b}}_{i}\otimes {\vec {b}}_{j}}

### Geschwindigkeitsgradient
Räumlicher Geschwindigkeitsgradient:{\displaystyle \mathbf {l} =\mathrm {grad} ({\vec {v}})={\dot {\mathbf {F} }}\cdot \mathbf {F} ^{-1}}
Divergenz der Geschwindigkeit:{\displaystyle \mathrm {div} ({\vec {v}})=\mathrm {Sp} (\mathbf {l} )}
Winkelgeschwindigkeit oder Wirbelstärke ist der duale axiale Vektor
{\displaystyle {\vec {\omega }}={\stackrel {A}{\vec {\mathbf {l} }}}=-{\frac {1}{2}}{\vec {\mathrm {i} }}(\mathbf {l} )={\frac {1}{2}}\mathrm {rot} ({\vec {v}})}
{\displaystyle {\frac {\mathrm {D} }{\mathrm {D} t}}\mathrm {det} (\mathbf {F} )=\mathrm {det} (\mathbf {F} )\mathbf {F} ^{\top -1}:{\dot {\mathbf {F} }}=\mathrm {det} (\mathbf {F} )\mathrm {Sp} ({\dot {\mathbf {F} }}\cdot \mathbf {F} ^{-1})=\mathrm {det} (\mathbf {F} )\,\mathrm {div} ({\vec {v}})}

### Objektive Zeitableitungen
Bezeichnungen wie in #Konvektive Koordinaten.
Räumlicher Geschwindigkeitsgradient {\displaystyle \mathbf {l} ={\dot {\vec {b}}}_{i}\otimes {\vec {b}}^{i}=-{\vec {b}}_{i}\otimes {\dot {\vec {b}}}\,^{i}=\mathbf {d} +\mathbf {w} }
Räumliche Verzerrungsgeschwindigkeit {\displaystyle \mathbf {d} ={\frac {1}{2}}(\mathbf {l} +\mathbf {l} ^{\top })}
Wirbel- oder Spintensor {\displaystyle \mathbf {w} ={\frac {1}{2}}(\mathbf {l} -\mathbf {l} ^{\top })}

#### Objektive Zeitableitungen von Vektoren
Gegeben:{\displaystyle {\vec {v}}=v_{i}{\vec {b}}^{i}=v^{i}{\vec {b}}_{i}}:
{\displaystyle {\begin{array}{rclcl}{\stackrel {\Delta }{\vec {v}}}&=&{\dot {\vec {v}}}+\mathbf {l} ^{\top }\cdot {\vec {v}}&=&{\dot {v}}_{i}{\vec {b}}^{i}\\{\stackrel {\nabla }{\vec {v}}}&=&{\dot {\vec {v}}}-\mathbf {l} \cdot {\vec {v}}&=&{\dot {v}}^{i}{\vec {b}}_{i}\\{\stackrel {\circ }{\vec {v}}}&=&{\dot {\vec {v}}}-\mathbf {w} \cdot {\vec {v}}\end{array}}}

#### Objektive Zeitableitungen von Tensoren
Gegeben:{\displaystyle \mathbf {T} =T_{ij}{\vec {b}}^{i}\otimes {\vec {b}}^{j}=T^{ij}{\vec {b}}_{i}\otimes {\vec {b}}_{j}}
{\displaystyle {\begin{array}{rclcl}{\stackrel {\Delta }{\mathbf {T} }}&=&{\dot {\mathbf {T} }}+\mathbf {T\cdot l} +\mathbf {l} ^{\top }\cdot \mathbf {T} &=&{\dot {T}}_{ij}{\vec {b}}^{i}\otimes {\vec {b}}^{j}\\{\stackrel {\nabla }{\mathbf {T} }}&=&{\dot {\mathbf {T} }}-\mathbf {l\cdot T} -\mathbf {T\cdot l} ^{\top }&=&{\dot {T}}^{ij}{\vec {b}}_{i}\otimes {\vec {b}}_{j}\\{\stackrel {\circ }{\mathbf {T} }}&=&{\dot {\mathbf {T} }}+\mathbf {T\cdot w} -\mathbf {w\cdot T} \\{\stackrel {\diamond }{\mathbf {T} }}&=&{\dot {\mathbf {T} }}+\mathrm {Sp} (\mathbf {l} )\mathbf {T} -\mathbf {l\cdot T} -\mathbf {T\cdot l} ^{\top }\end{array}}}

### Materielle Zeitableitung
{\displaystyle {\dot {f}}({\vec {x}},t)={\frac {\mathrm {D} f}{\mathrm {D} t}}={\frac {\partial f}{\partial t}}+\mathrm {grad} (f)\cdot {\vec {v}}={\frac {\partial f}{\partial t}}+({\vec {v}}\cdot \nabla )f}
{\displaystyle {\dot {\vec {f}}}({\vec {x}},t)={\frac {\mathrm {D} {\vec {f}}}{\mathrm {D} t}}={\frac {\partial {\vec {f}}}{\partial t}}+\mathrm {grad} ({\vec {f}})\cdot {\vec {v}}={\frac {\partial {\vec {f}}}{\partial t}}+({\vec {v}}\cdot \nabla ){\vec {f}}}
#Kartesische Koordinaten:{\displaystyle {\frac {\mathrm {D} f}{\mathrm {D} t}}:={\frac {\partial f}{\partial t}}+v_{x}{\frac {\partial f}{\partial x}}+v_{y}{\frac {\partial f}{\partial y}}+v_{z}{\frac {\partial f}{\partial z}}}
#Zylinderkoordinaten:{\displaystyle {\frac {\mathrm {D} f}{\mathrm {D} t}}:={\frac {\partial f}{\partial t}}+v_{\rho }{\frac {\partial f}{\partial \rho }}+{\frac {v_{\varphi }}{\rho }}{\frac {\partial f}{\partial \varphi }}+v_{z}{\frac {\partial f}{\partial z}}}
#Kugelkoordinaten:{\displaystyle {\frac {\mathrm {D} f}{\mathrm {D} t}}:={\frac {\partial f}{\partial t}}+v_{r}{\frac {\partial f}{\partial r}}+{\frac {v_{\varphi }}{r\sin(\vartheta )}}{\frac {\partial f}{\partial \varphi }}+{\frac {v_{\vartheta }}{r}}{\frac {\partial f}{\partial \vartheta }}}
Materielle Zeitableitungen von Vektoren werden mittels {\displaystyle {\tfrac {\mathrm {D} {\vec {f}}}{\mathrm {D} t}}={\tfrac {\mathrm {D} f_{i}}{\mathrm {D} t}}{\hat {e}}_{i}} daraus zusammengesetzt.